# Semiotellus
Semiotellus is een geslacht van vliesvleugeligen uit de familie Pteromalidae. De wetenschappelijke naam van dit geslacht is voor het eerst geldig gepubliceerd in 1839 door Westwood.

## Soorten
Het geslacht Semiotellus omvat de volgende soorten:
- Semiotellus diversus (Walker, 1834)
- Semiotellus electrus Xiao & Huang, 1999
- Semiotellus fumipennis Thomson, 1876
- Semiotellus laevicollis Thomson, 1876
- Semiotellus longifasciatipennis (Girault, 1915)
- Semiotellus longispinus Xiao & Huang, 1999
- Semiotellus minimus Provancher, 1881
- Semiotellus mundus (Walker, 1834)
- Semiotellus nudus Xiao & Huang, 1999
- Semiotellus ormyroides (Girault, 1915)
- Semiotellus plagiotropus Xiao & Huang, 1999
- Semiotellus punctifrons (Nees, 1834)
- Semiotellus quadratus (Walker, 1834)
- Semiotellus rujanensis Boucek, 1972
- Semiotellus sasacolae Kamijo, 1977
- Semiotellus stigmaticus (Walker, 1874)
- Semiotellus takadai Kamijo, 1977
- Semiotellus tenebricosus (Girault, 1915)
- Semiotellus tumidulus Xiao & Huang, 1999
- Semiotellus umbilicatus (Girault, 1915)